# Pune (Distrikt)

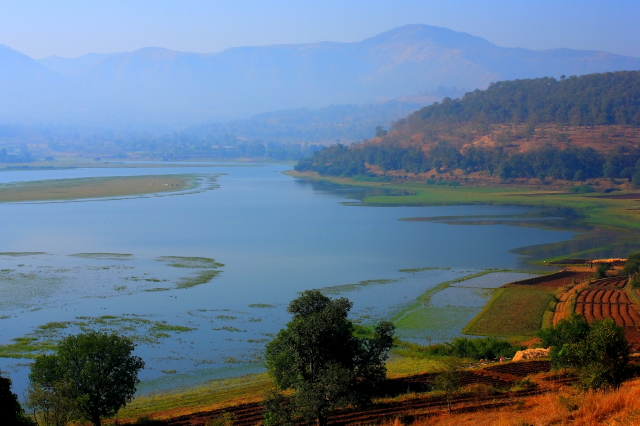
Der Zusammenfluss der Flüsse Mula und Mutha.

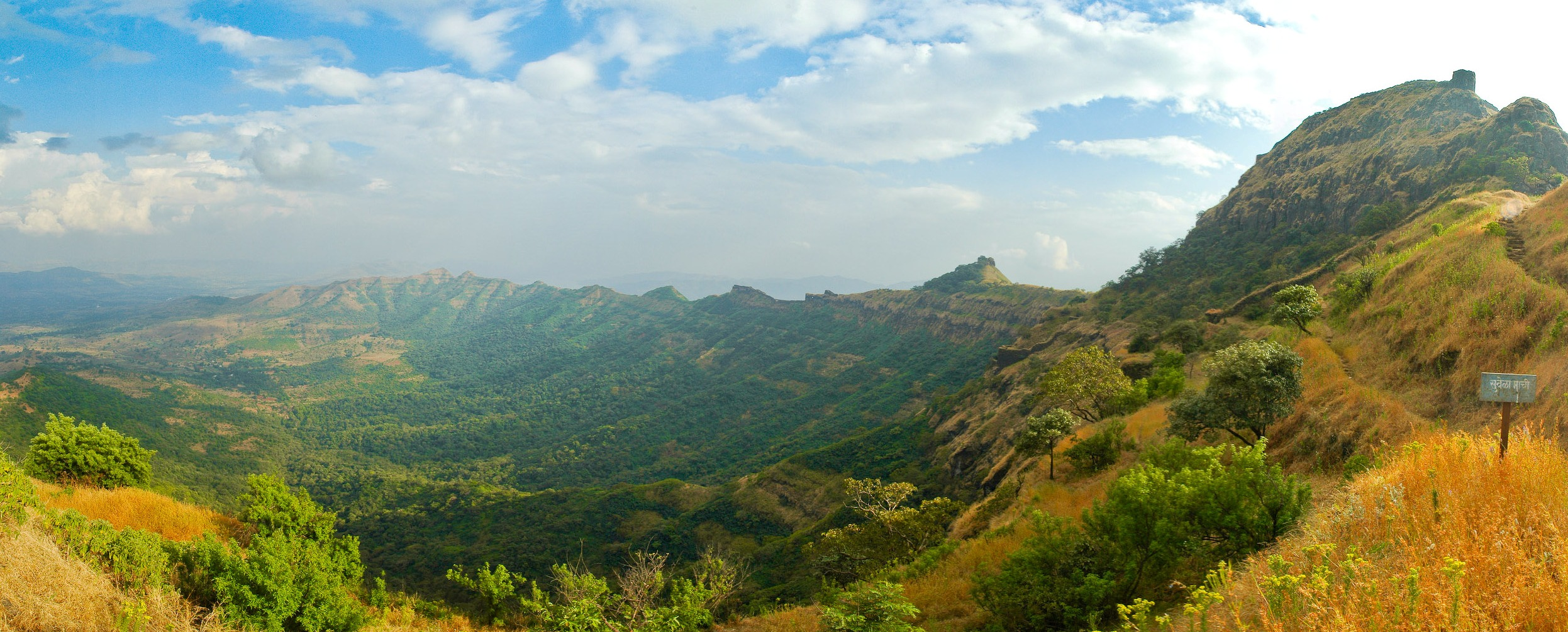
Rajgad, in der Nähe von Pune.

Der Distrikt Pune liegt im Bundesstaat Maharashtra in Südwest-Indien.
Die gleichnamige Stadt Pune ist die Hauptstadt des Distrikts. Die letzte Volkszählung im Jahr 2011 ergab eine Gesamtbevölkerungszahl von 9.426.959 Menschen. Damit ist Pune der viertbevölkertste Distrikt Indiens (insgesamt 640).

## Geschichte
Von vorchristlicher Zeit bis ins Jahr 1318 wurde das Gebiet – wie die ganze Region – von diversen buddhistischen und hinduistischen Herrschern regiert. Der erste namentlich bekannte Staat war das Maurya-Reich, die letzte nichtmuslimische Dynastie waren die Yadavas von Devagiri.
Nach jahrzehntelangen militärischen Auseinandersetzungen mit muslimischen Regenten im Norden Indiens erfolgte 1318 die Besetzung durch muslimische Soldaten. Danach herrschten bis ins Jahr 1714 verschiedene muslimische Dynastien (Sultanat Delhi, Bahmani, Dekkan-Sultanate und die Grossmoguln). Im Jahr 1714 wurde das Gebiet Teil des hinduistischen Marathenreichs. Nach der Niederlage der Marathen gegen die Briten kam es zum Britischen Empire, genauer zur britischen Verwaltungsregion Bombay Presidency. Mit der Unabhängigkeit Indiens 1947 und der Neuordnung des Landes wurde es 1950 Teil des neuen Bundesstaats Bombay. Im Jahre 1960 wurde Bombay State geteilt und das Gebiet kam zum neu geschaffenen Bundesstaat Maharashtra.

## Bevölkerung

### Bevölkerungsentwicklung
Wie überall in Indien wächst die Einwohnerzahl im Distrikt Pune seit Jahrzehnten stark an. Die Zunahme betrug in den Jahren 2001–2011 über 30 Prozent (30,37 %). In diesen zehn Jahren nahm die Bevölkerung um beinahe 2,2 Millionen Menschen zu. Die genauen Zahlen verdeutlicht folgende Tabelle:

### Bedeutende Orte
Einwohnerstärkste Ortschaft des Distrikts ist der Hauptort Pune mit mehr als 3,1 Millionen Bewohnern. Eine weitere Millionenstadt ist Pimpri-Chinchwad. Weitere bedeutende Städte mit über 50.000 Einwohnern sind Kirkee (Cantonment), Pune (Cantonment), Lonavla, Talegaon Dabhade und Baramati. Die städtische Bevölkerung macht 58,08 % der absoluten Bevölkerung aus.

### Bevölkerung des Distrikts nach Bekenntnissen
Eine klar überwiegende Mehrheit der Bevölkerung sind Hindus. Kleinere Minderheiten bilden die Muslime und Buddhisten. Die genaue religiöse Zusammensetzung der Bevölkerung zeigt folgende Tabelle:
| Jahr                                | Buddhisten | Buddhisten | Christen | Christen | Hindus    | Hindus  | Jainas  | Jainas | Muslime | Muslime | Sikhs  | Sikhs  | Andere1 | Andere1 | keine Angaben | keine Angaben | Total     | Total    |
| Jahr                                | Zahl       | %          | Zahl     | %        | Zahl      | %       | Zahl    | %      | Zahl    | %       | Zahl   | %      | Zahl    | %       | Zahl          | %             | Einwohner | %        |
| ----------------------------------- | ---------- | ---------- | -------- | -------- | --------- | ------- | ------- | ------ | ------- | ------- | ------ | ------ | ------- | ------- | ------------- | ------------- | --------- | -------- |
| 2001                                | 321.948    | 4,45 %     | 116.661  | 1,61 %   | 6.197.349 | 85,69 % | 104.073 | 1,44 % | 452.397 | 6,26 %  | 21.938 | 0,30 % | 11.283  | 0,16 %  | 6.906         | 0,10 %        | 7.232.555 | 100,00 % |
| Quelle: Volkszählung in Indien 2001 |            |            |          |          |           |         |         |        |         |         |        |        |         |         |               |               |           |          |

1 darunter 4.196 Parsen

### Bevölkerung des Distrikts nach Sprachen
Eine klar überwiegende Mehrheit von rund 80 Prozent der Bevölkerung spricht Marathi. Bedeutende sprachliche Minderheiten mit mehr als 100.000 Muttersprachlern sind Hindi (mit Hindi-Dialekten rund 690.000 Personen), Urdu, Kannada und Telugu. Marwari (Hindi-Dialekt mit Marathi-Einflüssen), Gujarati, Malayalam (47.912), Tamil (47.504), Sindhi (40.602), Vadari (ein Telugu-Dialekt;35.282), Lamani/Lambadi (Hindi-Dialekt;30.604), Panjabi (28.500), Bengali (22.628) und Konkani (19.594) werden von jeweils über 10.000 Menschen gesprochen. Die genaue sprachliche Zusammensetzung der Bevölkerung zeigt folgende Tabelle:
| Jahr                                | Marathi   | Marathi | Hindi   | Hindi  | Urdu    | Urdu   | Kannada | Kannada | Telugu  | Telugu | Marwari | Marwari | Gujarati | Gujarati | Andere  | Andere | Total     | Total    |
| Jahr                                | Zahl      | %       | Zahl    | %      | Zahl    | %      | Zahl    | %       | Zahl    | %      | Zahl    | %       | Zahl     | %        | Zahl    | %      | Einwohner | %        |
| ----------------------------------- | --------- | ------- | ------- | ------ | ------- | ------ | ------- | ------- | ------- | ------ | ------- | ------- | -------- | -------- | ------- | ------ | --------- | -------- |
| 2001                                | 5.742.291 | 79,40 % | 520.089 | 7,19 % | 170.658 | 2,36 % | 118.648 | 1,64 %  | 118.257 | 1,64 % | 99.850  | 1,38 %  | 82.487   | 1,14 %   | 380.275 | 5,26 % | 7.232.555 | 100,00 % |
| Quelle: Volkszählung in Indien 2001 |           |         |         |        |         |        |         |         |         |        |         |         |          |          |         |        |           |          |